# تپه هجوم‌آباد
تپه هجوم آباد مربوط به مس وسنگ - دوره اشکانیان است و در شهرستان کرمانشاه، بخش مرکزی، دهستان رازآور، ۲۰۰ متری شمال شرق روستای هجوم آباد واقع شده و این اثر در تاریخ ۱۵ دی ۱۳۸۷ با شمارهٔ ثبت ۲۴۱۲۵ به‌عنوان یکی از آثار ملی ایران به ثبت رسیده است.